# Ty jsi král
Ty jsi král – drugi singel Ewy Farnej z czeskiego albumu Virtuální. Piosenka jest poświęcona Michaelowi Jacksonowi

## Pozycje na listach przebojów
| Lista          | Najwyższa pozycja |
| -------------- | ----------------- |
| Czeskie Top 50 | 32                |